# (8625) 1981 EX15
(8625) 1981 EX15 (1981 EX15, 1949 SE, 1978 NH5) — астероїд головного поясу, відкритий 1 березня 1981 року.
Тіссеранів параметр щодо Юпітера — 3,405.